# 小西祐也
小西 祐也（こにし ゆうや、1990年8月22日 - ）は福岡県小郡市出身の陸上競技選手。専門は中距離走・長距離走。鳥栖工業高等学校卒業後、トヨタ自動車九州を経て黒崎播磨所属。2011年アジア陸上競技選手権大会における1500メートル競走日本代表。

## 経歴
2009年、トヨタ自動車九州に入社。当時のトヨタ自動車九州は北京オリンピック男子マラソンで金メダリストとなったサムエル・ワンジルの退部等もあり弱体化しており、小西の入社直前の2009年元日のニューイヤー駅伝は九州予選の段階から出場を辞退していた。そのような状況下で小西は初年度から駅伝メンバーとして活躍。トヨタ自動車九州は小西の入社年度の2010年ニューイヤー駅伝でニューイヤー駅伝の舞台に返り咲くと、その後2011年から2014年までの4年連続で総合8位内入賞を果たす。(うち2013年･2014年はチーム史上最高成績となる準優勝) 小西は2011年区間3位･2012年区間2位･2013年区間2位と、毎年区間賞と秒差の区間上位で任された区間を走るなどの功績で、トヨタ自動車九州の躍進を支えた。
2011年には第95回日本陸上競技選手権大会男子1500mで3分48秒92の記録で準優勝。その結果から2011年アジア陸上競技選手権大会男子1500mに日本代表として出場すると、3分46秒24の記録で4位入賞を果たすなど中距離種目でも好成績を収めている。
2014年のニューイヤー駅伝はケガの影響で前年11月の九州予選･本戦ともに出走しなかったがチームは2年連続の準優勝を果たす。2015年ニューイヤー駅伝の九州予選となる2014年九州実業団毎日駅伝では中盤のエース区間4区で区間賞を獲得し、トヨタ自動車九州史上初のニューイヤー駅伝優勝に向けて弾みをつけた。迎えたニューイヤー駅伝本番では2013年に区間2位の好走をした3区を担当したが、レース中に足を故障し区間34位の大ブレーキとなってしまい、チームも総合9位となり5年ぶりに入賞を逃した。小西はその後リハビリに努めたが完治せず、その年の10月に25歳で現役を退いた。
トヨタ自動車九州陸上競技部退部の際に引退報告があったが、現在同じ九州の実業団チームである黒崎播磨で競技復帰している。

## 主な成績･記録

### 自己記録
- 1500m 公認:3分45秒50
- 5000m 公認:13分39秒46
- 10000m 公認：28分29秒51
- 10マイル公認:46分35秒
- ハーフマラソン公認：1時間01分44秒

### トラック成績
- 2011年第95回日本陸上競技選手権大会男子1500m:2位(3分48秒92)
- 2011年アジア陸上競技選手権大会男子1500m:4位(3分46秒24)

### ニューイヤー駅伝成績
| 年     | 九州予選(前年11月開催) | 九州予選(前年11月開催) | 九州予選(前年11月開催) |  | ニューイヤー駅伝 | ニューイヤー駅伝 | ニューイヤー駅伝 | ニューイヤー駅伝            | ニューイヤー駅伝 |
| 年     | 区間                   | 区間順位               | タイム                 |  | 区間             | 区間順位         | タイム           | 備考                        | チーム成績       |
| ------ | ---------------------- | ---------------------- | ---------------------- |  | ---------------- | ---------------- | ---------------- | --------------------------- | ---------------- |
| 2010年 | 6区(6.8 km)            | 4位                    | 20分17秒               |  | 2区(8.3 km)      | 28位             | 23分54秒         | インターナショナル区間      | 総合17位         |
| 2011年 | 5区(8.7 km)            | 4位                    | 26分15秒               |  | 1区(12.3 km)     | 3位              | 36分04秒         |                             | 総合8位          |
| 2012年 | 1区(13.4 km)           | 2位                    | 40分32秒               |  | 1区(12.3 km)     | 2位              | 35分57秒         |                             | 総合7位          |
| 2013年 | 6区(9.1 km)            | 区間賞                 | 26分39秒               |  | 3区(13.6 km)     | 2位              | 38分23秒         | チーム史上総合最高位        | 準優勝           |
| 2014年 | ―                      | ―                      | ―                      |  | ―                | ―                | ―                | ケガの影響で予選･本戦不出場 | 準優勝           |
| 2015年 | 4区(12.2 km)           | 区間賞                 | 35分29秒               |  | 3区(13.6 km)     | 34位             | 40分45秒         | レース中に足を痛め失速      | 総合9位          |